# لژونا
لژونا (به لاتین: Leziona) یک روستا در لهستان است که در گمینا نووه سکالمیژتسه واقع شده‌است. لژونا ۶۰۰ نفر جمعیت دارد.